# Elisabeth Orth
Pour les articles homonymes, voir Orth.
Elisabeth Orth, de son vrai nom Elisabeth Hörbiger, née le 8 février 1936 à Vienne (État fédéral d'Autriche) et morte le 17 mai 2025, est une actrice autrichienne.

## Biographie

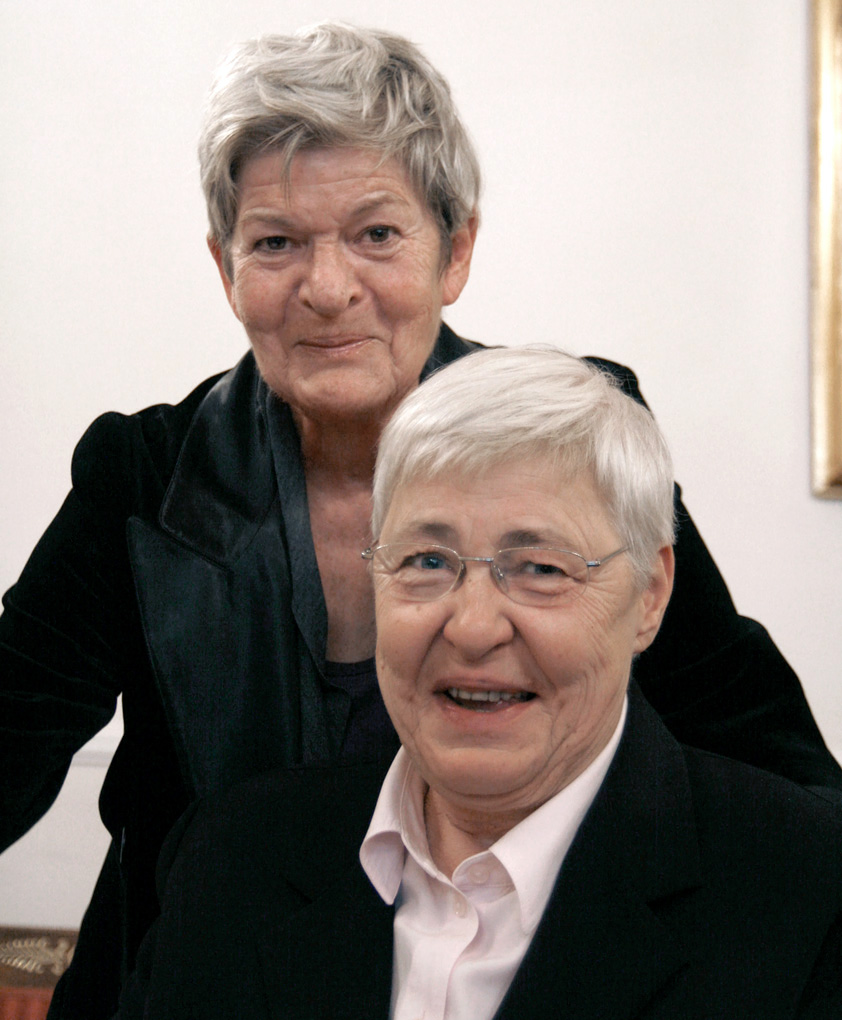
Elisabeth Orth (debout) et Johanna Dohnal en 2008.

Née en 1936, Elisabeth Hörbiger est la fille des acteurs Attila Hörbiger et Paula Wessely, la sœur des actrices Christiane Hörbiger et Maresa Hörbiger. Elle étudie au Max Reinhardt Seminar. Elle a ses premiers engagements au Volkstheater de Vienne et au Theater der Courage de Vienne ainsi qu'au Residenztheater de Munich. En 1965, elle fait ses débuts au Burgtheater de Vienne dans le rôle de Luise dans Kabale und Liebe de Schiller, sous la direction de Leopold Lindtberg et aux côtés de Klausjürgen Wussow. A partir de la saison 1969/70, l'actrice de chambre est membre de la troupe du Burgtheater. Après un engagement à la Schaubühne am Lehniner Platz à Berlin de 1995 à 1999, Elisabeth Orth revient au Burgtheater de Vienne.
La tradition de la famille d'acteurs est également perpétuée par le fils d'Elisabeth Orth, Cornelius Obonya, né en 1969 et également présent au Burgtheater. Le père de Cornelius Obonya est l'acteur Hanns Obonya, mort le 27 mai 1978, et le troisième mari d'Elisabeth Orth.
L'actrice est invitée au Festival de Salzbourg depuis 1969. Dans Jedermann, elle tient le rôle du bon travailleur en 1969 et incarne la Foi de 1990 à 1993. En 2014, elle fait partie de l'ensemble pour Die letzten Tage der Menschheit de Karl Kraus et tient plusieurs rôles mineurs.
De 1985 à 1994, Elisabeth Orth présente le programme de l'ORF Schatzhaus Österreich. Jusqu'en 2000, elle est chroniqueuse pour l'hebdomadaire catholique Die Furche. Elisabeth Orth est engagée contre l'antisémitisme et la xénophobie.
Le 5 février 2006, une représentation festive est donnée au Burgtheater à l'occasion du 70e anniversaire de l'actrice : ce soir-là, Marie Stuart est jouée pour la 70e et dernière fois dans cette production.
Elisabeth Orth est la présidente d'Aktion gegen den Antisemitismus in Österreich jusqu'en novembre 2019 ; son fils lui succède,. Le 11 janvier 2015, elle et Peter Matić lisent un texte du gouvernement autrichien devant 12 000 manifestants lors de la manifestation Gemeinsam gegen den Terror à la Ballhausplatz à Vienne. Le 17 mai 2025, le Burgtheater de Vienne annonce sa mort à 89 ans,.

## Filmographie

### Cinéma
- 1967 : Kurzer Prozeß
- 1989 : Georg Elser – Einer aus Deutschland de Klaus Maria Brandauer : Mme Gruber
- 1991 : Patient aus Leidenschaft
- 1998 : Les Héritiers (Die Siebtelbauern) de Stefan Ruzowitzky : Rosalind
- 2001 : Brève rencontre (court métrage)
- 2009 : Pepperminta de Pipilotti Rist : Leopoldine
- 2014 : Super ego (Über-Ich und Du) de Benjamin Heisenberg : Mme Tischmann
- 2017 : Irgendwer (court métrage)

### Télévision
- 1958 : Sieh und staune
- 1964 : Actis
- 1964 : Professor Bernhardi
- 1965 : Des Meeres und der Liebe Wellen
- 1965 : Yerma
- 1966 : Die Sylvesternacht - Überspannte Person
- 1967 : Die Mitschuldigen
- 1968 : Fast ein Poet
- 1968 : Nachtcafé
- 1972 : Libussa
- 1974 : Der Kommissar - Tod eines Landstreichers (épisode de série)
- 1976 : Der Raub der Sabinerinnen
- 1977 : Der Einstand
- 1977 : Drei Schwestern
- 1978 : Iphigenia auf Tauris
- 1978 : Lemminge
- 1981 : In Ewigkeit amen
- 1981 : Sommergäste
- 1981 : Triptychon
- 1985 : Wiener Klatsch
- 1991 : Othello, der Mohr von Venedig
- 1992 : Ivanov
- 1998 : Single Bells
- 2000 : O Palmenbaum
- 2003 : Emilia Galotti
- 2004 : Princesse Marie
- 2004 : Die Heilerin
- 2005 : Bloch - Ein krankes Herz (série)
- 2005 : Don Carlos, Infant von Spanien
- 2006 : König Ottokars Glück und Ende
- 2008 : Die Heilerin 2
- 2012 : Tatort: Der traurige König
- 2012 : Hannas Entscheidung
- 2014 : Clara Immerwahr
- 2018 : München Mord: Die ganze Stadt ein Depp

## Récompenses et distinctions
- 2015 : Prix Nestroy de la meilleure actrice pour son rôle de « Die Alte » dans Die Unverheiratete d'Ewald Palmetshofer

- (en) de Ewald Palmetshofer /awards?ref_=nm_ql_2 Elisabeth Orth: Awards, sur l'Internet Movie Database